# Dolichosybra
Dolichosybra is een kevergeslacht uit de familie van de boktorren (Cerambycidae). De wetenschappelijke naam van het geslacht werd voor het eerst geldig gepubliceerd in 1942 door Breuning.

## Soorten
Dolichosybra omvat de volgende soorten:
- Dolichosybra annulicornis Breuning, 1942
- Dolichosybra apicalis (Gilmour, 1963)
- Dolichosybra elongata Breuning, 1942
- Dolichosybra strandi Breuning, 1943
- Dolichosybra strandiella Breuning, 1942
- Dolichosybra tubericollis Breuning, 1942